# Дужий Микола Атанасійович
Мико́ла Атана́сійович Ду́жий (псевдо: «Вировий», «Мирон», «Мирон Карівський»; 13 грудня 1901, с. Карів, нині Сокальський район, Львівська область — 18 травня 1955, Львів) — підхорунжий УГА, секретар Головної Управи товариства «Просвіта», секретар президії УГВР, в.о. Голови Президії УГВР (12.09.1944 — 4.06.1945).
Лицар Бронзового Хреста Заслуги.
Найстарший син сім'ї Дужих: брат Петра Дужого — діяча ОУН та Івана Дужого.

## Дитячі та юнацькі роки. Бойове хрещення вУГА

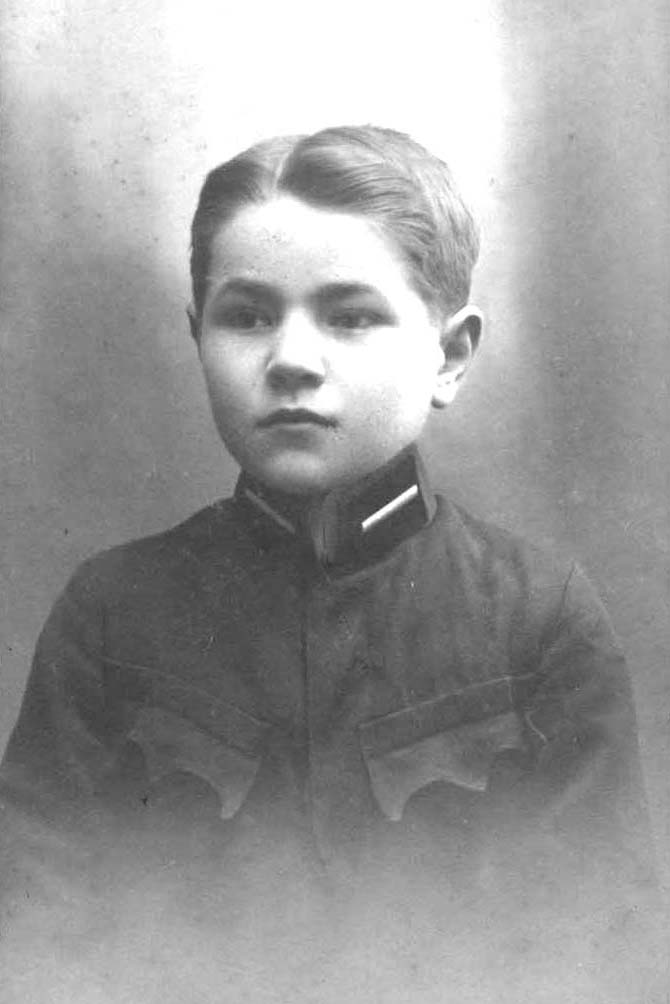
Микола Дужий у формі УГА 1918 р.

Народився 13 грудня 1901 року в селі Карів, нині Сокальського району, Львівської області, Україна, тоді Рава-Руський повіт, Королівство Галичини і Володимирії, Австро-Угорська імперія. Був найстаршим сином у сім'ї Дужих. Після закінчення початкової школи навчався в гімназії. У сімнадцять років (1918) пішов до Української Галицької Армії, де дослужився до звання підхорунжого. Воював у Галичині і Правобережній Україні. Був у «чотирикутнику смерті», переніс тиф.
Після відходу УГА від Петлюри й переходу її до Червоної армії був командиром роти ЧУГА. При відриві УГА від Червоної армії і поверненні її до Галичини кавалерійський підрозділ під командою Котовського заступив їм дорогу, але був розбитий ротою Миколи Дужого.
У 1921 році вступив на історичний факультет Львівського таємного українського університету, який закінчив у 1924 році. Цього ж року його забрали до польського війська. Тут він закінчив школу підхорунжих і в 1926 році став командиром роти Польського війська. Перед демобілізацією із строкової служби відмовився йти на навчання до Французької військової академії. Демобілізувавшись, вступив до Львівського державного університету. Закінчив університетське навчання в 1932 році, здобувши звання магістра філософії.

## Діяльність в«Просвіті»
З 1926 року член УВО. У 1931 році редактор журналу «Студентський шлях». Тоді ж у 1931 році (ще за Галущинського) ввійшов до складу Головного відділу товариства «Просвіта». А наступного року, після закінчення університету, був обраний секретарем Головної управи товариства «Просвіта» і працював на цій посаді до 1939 року. Увесь час був у найближчих взаєминах з чільними націоналістичними діячами і проводив у товаристві «Просвіта» курс виховання кадрів у націоналістичному дусі.
Працюючи за невелику платню секретарем Головної управи «Просвіти», він одночасно, на громадських засадах, був редактором календарів «Просвіти».

## Діяльність вУЦК,ОУН,УПАіУГВР

Брати Микола та Петро Дужі на вул. Академічній у Львові (1937 р.)

Після окупації Західної України більшовиками в жовтні 1939 року перейшов кордон і поселився в Кракові. Там займав пост керівника культурної праці в Українському центральному комітеті. У 1941 році став членом ОУН. Далі працював в УЦК у Львові до 1944 року.
У цей період разом з іншими військовими спеціалістами — членами ОУН розробляв концепцію військових відділів. Був членом делегації Ради закордонних зв'язків на переговорах з румунами і угорцями. 11-15 липня 1944 року був учасником і секретарем Першого Збору Української Головної Визвольної Ради. Там обраний секретарем Президії УГВР.
Категорично відмовився виїжджати за кордон. Пішов у підпілля і працював у Головному штабі УПА. Редактор журналу «Повстанець» та інших військово-політичних видань Головного військового штабу УПА, зокрема бойового статуту піхоти УПА. Після арешту Голови Президії УГВР Кирила Осьмака (12 вересня 1944 року) виконував його обов'язки як єдиний на той час член Президії УГВР в Україні. 15 квітня 1945 року йому надано звання сотника УПА.

## Нагороди
- Згідно з наказом Головного військового штабу УПА ч. 1/45 від 25.04.1945 р. поручник УПА Микола Дужий — «Вировий» нагороджений Бронзовим хрестом заслуги УПА.

### Полон. Табори
Загазований у криївці, 4 червня 1945 року потрапив у полон НКДБ. Під час слідства не признався про своє членство в УГВР. Засуджений 4 лютого 1946 року військовим трибуналом Київської області до смертної кари, яка була замінена військовою колегією Верховного суду СРСР на 20 років каторги, а 15 лютого 1955 помічник військового прокурора Київського військового округу замінив кару на 10 років таборів.

### Спогади Романа Шухевича про Миколу Дужого
|  | Згодом в колі друзів, вже будучи Головним Командиром УПА, Роман Шухевич згадував, що ще гімназійним учнем він пройшов свій перший військовий вишкіл під керівництвом підстаршини Української Галицької Армії Миколи Дужого, з яким з того часу був у найближчих дружніх стосунках. Командир цінував Миколу Дужого, який не виїхав в 1944 р. за кордон, а залишився у підпіллі працівником Головного Штабу УПА й головним редактором ініційованого Романом Шухевичем журналу «Повстанець» та співредактором усіх інших центральних націоналістичних видань, зокрема військових посібників. |

### 12 днів свободи
У травні 1955 року звільнений за станом здоров'я з ув'язнення, повернувся до Львова, де і помер, проживши «вільним» 12 днів. Був похований на 15 полі Личаківського цвинтаря. За клопотанням Марії Дужої (дружини брата Петра Дужого) та Львівського обласного товариства політичних в'язнів у 2000 році останки Миколи Дужого було перепоховано на полі почесних поховань № 67 Личаківського кладовища поблизу поховання Петра Дужого, поруч із могилою Михайла Сороки та Катерини Зарицької.

## Вшанування пам'яті

### Вулиця Братів Дужих у Львові
18 серпня 2022 року на сесії Львівської міської ради підтримано рішення про перейменування ще 20 вулиць у місті Львові. Зокрема, вулицю Володимира Комарова (названу на честь радянського астронавта) переназвати вулицею Братів Дужих. Перед цим на відкритому онлайн голосуванні серед інших пропозицій, ця назва перемогла отримавши 51%, 6879 голосів

### Нагороди
14.10.2017 р. від імені Координаційної ради з вшанування пам'яті нагороджених Лицарів ОУН і УПА у Львові Бронзовий хрест заслуги УПА (№ 012) переданий Мирославі Дужій-Задорожній та Ларисі Дужій-Іванців, племінницям Миколи Дужого — «Вирового».